# رون هولواي
رون هولواي (بالإنجليزية: Ron Holloway)‏ هو عازف ساكسفون وعازف جاز أمريكي، ولد في 24 أغسطس 1953 في واشنطن العاصمة في الولايات المتحدة.

## وصلات خارجية
- الموقع الرسمي
- رون هولواي على موقع ميوزك برينز (الإنجليزية)
- رون هولواي على موقع ديسكوغز (الإنجليزية)